# Klimatfonden
Klimatfonden Ab är ett finländskt statligt ägt specialuppgiftsbolag. Företagets verksamhet fokuserar på att bekämpa klimatförändringen, påskynda koldioxidsnålhet inom industrin och främja digitaliseringen.
Klimatfonden grundades i december 2020 och har i februari 2023 fattat 18 finansieringsbeslut på sammanlagt 125,4 miljoner euro. Bolagets balansräkning på 3,1 miljarder euro består huvudsakligen av innehavet av 8,3 procent av Neste Abp. Företaget sysselsätter 24 personer.

## Vake
Tidigare hette bolaget Valtion kehitysyhtiö Vake Oy. År 2020 överfördes Vake från avdelningen för ägarstyrning vid statsrådets kansli till Arbets- och näringsministeriets ägarstyrning. De aktieinnehav i Altia Abp, Nordic Morning Group Abp, Posti Group Abp och Vapo Oy som ingick i Vakes balansräkning överfördes till statsrådets kanslis ägarstyrning innan Vake överfördes till arbets- och näringsministeriet.
Vake bildades 2016 i samband med offentliggörandet av det ägarpolitiska principbeslutet. I januari 2017 betalade Vake staten 100 miljoner euro i kapitalåterbäring. I augusti 2017 beslutade statsrådet att bilda SoteDigi Oy för att utveckla social- och hälsovårdens riksomfattande klient- och patientdatasystem och andra digitala lösningar. För betalningen av bolagets eget kapital på 90 miljoner euro och för kostnaderna för bildandet av bolaget användes Vakes medel, och SoteDigi Oy:s aktier överfördes senare till finansministeriet och till ägarstyrningen.
I december 2018, efter att statsrådets allmänna sammanträde fattat beslut i ärendet, överfördes ägarandelar i Neste (8,3 %), Vapo (16,7 %) och Posti (49,9 %) samt Nordic Morning Oy:s hela aktiestock till Vake.
Statens ägarandel i Altia (36,24 %) överfördes till Vake i februari 2019 efter att Finansinspektionen hade beviljat staten undantag från skyldigheten att lämna erbjudande enligt värdepappersmarknadslagen.
Vake valde artificiell intelligens till sitt första tema. Bolaget förberedde sina första investeringar, men av de teman som var förenliga med bolagsstrategin nådde inte ett enda genomförandefasen innan Sipiläs regering avgick i mars 2019. Vake inledde sin projektverksamhet med några program för finskspråkig artificiell intelligens, My Data och digitalisering av hälso- och sjukvården, men gjorde inga investeringar.
Marins regering fastställde i februari 2020 att det i Finland ska inrättas en klimatfond som byggs upp utifrån Vake.